# Raoul Morçay
 (octobre 2022).
La mise en forme du texte ne suit pas les recommandations de Wikipédia : il faut le « wikifier ».
Les points d'amélioration suivants sont les cas les plus fréquents :
- Les titres sont pré-formatés par le logiciel. Ils ne sont ni en capitales, ni en gras.
- Le texte ne doit pas être écrit en capitales (les noms de famille non plus), ni en gras, ni en italique, ni en « petit »…
- Le gras n'est utilisé que pour surligner le titre de l'article dans l'introduction, une seule fois.
- L'italique est rarement utilisé : mots en langue étrangère, titres d'œuvres, noms de bateaux, etc.
- Les citations ne sont pas en italique mais en corps de texte normal. Elles sont entourées par des guillemets français : « et ».
- Les listes à puces sont à éviter, des paragraphes rédigés étant largement préférés. Les tableaux sont à réserver à la présentation de données structurées (résultats, etc.).
- Les appels de note de bas de page (petits chiffres en exposant, introduits par l'outil «  Source ») sont à placer entre la fin de phrase et le point final[comme ça].
- Les liens internes (vers d'autres articles de Wikipédia) sont à choisir avec parcimonie. Créez des liens vers des articles approfondissant le sujet. Les termes génériques sans rapport avec le sujet sont à éviter, ainsi que les répétitions de liens vers un même terme.
- Les liens externes sont à placer uniquement dans une section « Liens externes », à la fin de l'article. Ces liens sont à choisir avec parcimonie suivant les règles définies. Si un lien sert de source à l'article, son insertion dans le texte est à faire par les notes de bas de page.
- La présentation des références doit suivre les conventions bibliographiques. Il est recommandé d'utiliser les modèles {{Ouvrage}}, {{Chapitre}}, {{Article}}, {{Lien web}} et/ou {{Bibliographie}}. Le mode d'édition visuel peut mettre en forme automatiquement les références.
- Insérer une infobox (cadre d'informations à droite) n'est pas obligatoire pour parachever la mise en page.

Pour une aide détaillée, merci de consulter Aide:Wikification.
Si vous pensez que ces points ont été résolus, vous pouvez retirer ce bandeau et améliorer la mise en forme d'un autre article.
 (octobre 2022).
Raoul Morçay, né le 25 février 1877 à Paulnay et mort le 4 octobre 1938, et non le 3 octobre comme l'indique sa nécrologie écrite par R. Marichal dans le tome 6. No. 1 (1939), p. 83–86 de Humanisme et Renaissance, au prieuré de Saint-Louans, près de Chinon, est un théologien français catholique, spécialiste de littérature française. Raoul Morçay est connu pour ses contributions à la théologie et à l’histoire de la Renaissance, notamment en étant l’auteur de plusieurs ouvrages sur la spiritualité et la Renaissance.

## Biographie

### Jeunesse et formation
Après avoir obtenu son certificat d'études en 1887 , Raoul Morçay poursuivi ses études au Petit puis au Grand Séminaire de Tours ; ordonné prêtre en 1900, il vint à Paris préparer sa licence à l’Institut catholique. En 1904, après une année passée au Séminaire français de Rome, il obtint le titre de docteur en théologie.

### Carrière ecclésiastique et universitaire
Pendant six ans, il remplit les fonctions de professeur de seconde au Petit Séminaire de Tours, puis de chapelain de la basilique Saint-Martin.
Ses goûts le portant vers les recherches scientifiques ainsi, de 1910 à 1914, il prépare à Paris, Naples et Florence sa thèse de doctorat sur Saint Antonin, fondateur du couvent de Saint-Maur, archevêque de Florence (1389-1459) (Paris 1914).

### Engagement pendant la Première Guerre mondiale
Pendant la guerre 14-18, il est aumônier du 9e corps d'armée. Sa conduite fut appréciée de la manière suivante : « Depuis le début de la campagne, a toujours montré un calme et un sang-froid admirables, allant avec les brancardiers relever les blessés sur la ligne de feu ; visitant les tranchées de première ligne et faisant preuve d’un absolu dévouement dans l’accomplissement des fonctions de son ministère. »  La guerre terminée, il lui fut confié des missions en Italie par les autorités militaires. Ainsi, il y fonda l'Alliance franco-italienne de Saint-Marc. Ce qui lui valut d'être cité à l'ordre du 9e CA le 20 mai 1916, la croix de Guerre avec étoile d'argent et d'être nommé chevalier de la Légion d'honneur le 16 juin 1920. De cette expérience, il écrivit le livre Le "Te Deum" du 66e régiment d'infanterie.

### Dernières années et décès
L'Académie française lui décerne le prix Broquette-Gonin en 1936 pour La Renaissance .
En novembre 1937, sa maladie l'oblige à abandonner son poste d'enseignant à l'Institut Catholique de Paris. Malgré le repos et les soins, celle-ci met un terme à ses souffrances le 4 octobre 1938.

## Citations dans édition de Pantagruel de Rabelais
Dans les éditions en livre de poche établies par Pierre Michel, il est cité en quatrième de couverture :
« Rabelais, dans Gargantua, a mis le meilleur de lui-même, un rire sain, plus gaulois qu'athénien, un réalisme de bon aloi, un esprit satirique où il y a surtout de la gaieté, un art supérieur de conteur et de portraitiste, une philosophie faite d'épicurisme souriant et modéré. Il n'y a pas de hors-d'œuvre et les éléments très variés qui composent cette épopée en prose sont fondus dans une unité parfaite. Le Gargantua est le chef-d'œuvre de Rabelais. »
R. Morçay.

## Œuvres

### Comme auteur
- Saint Antonin, fondateur du couvent de Saint-Marc, archevêque de Florence, 1389-1459. Mame, Tours 1914 et Gabalda, Paris 1914
- Chroniques de saint Antonin, Fragments originaux, Gabalda, Paris 1914
- Les Écoles de spiritualité chrétienne", conférences de Tours, en collaboration, Liège 1928
- La Renaissance, avec Armand Müller. Del Duca, Paris 1960
- L'avénement du lyrisme au temps de la Renaissance, Humanisme et Renaissance t. III, p. 271–288, 1936
- Le Préclassicisme. Del Duca, Paris 1962
- Nouvelle histoire de l'église, Lanore, Paris 1937
- Le "Te Deum" du 66e régiment d'infanterie, Mame, Tours 1919
- Aux clartés de la grande guerre - dédié au 9e corps d'armée, Bloud et Gay, Paris 1916
- Les étapes de la destinée humaine - 6 - Les faux mysticismes, Imprimerie Veritas, Bruxelles 1922

### Édition critique
- L'Abbaye de Thélème. François Rabelais. Droz, Genève 1934